# Zagórze (sielsowiet Turzec)
Zagórze (biał. Загор’е, Zahorje; ros. Загорье, Zagorje) – wieś na Białorusi, w obwodzie grodzieńskim, w rejonie korelickim, w sielsowiecie Turzec, przy drodze republikańskiej R11.

## Historia
W dwudziestoleciu międzywojennym leżało w Polsce, w województwie nowogródzkim, w powiecie stołpeckim, w gminie Jeremicze/Turzec. W 1921 miejscowość liczyła 299 mieszkańców, zamieszkałych w 56 budynkach, w tym 294 Białorusinów i 5 Polaków. Wszyscy mieszkańcy byli wyznania prawosławnego.
Po II wojnie światowej w granicach Związku Sowieckiego. Od 1991 w niepodległej Białorusi.